# Gymnothorax nasuta
Gymnothorax nasuta es una especie de peces de la familia de los morénidas en el orden de los Anguilliformes.

## Morfología
Los machos pueden llegar a alcanzar los 73,9 cm de longitud total.

## Distribución geográfica
Se encuentra en Chile, incluyendo la Isla de Pascua.